# Triaenodes proteus
Triaenodes proteus là một loài Trichoptera trong họ Leptoceridae. Chúng phân bố ở miền Australasia.